# Orijevac
Orijevac is een plaats in de gemeente Barilović in de Kroatische provincie Karlovac. De plaats telt 6 inwoners (2001).